# Luis Lehnert
Luis Lehnert (* 12. Juni 2000) ist ein deutscher Nordischer Kombinierer.

## Werdegang
Seine ersten Wettkämpfe im Rahmen des Alpencups der Nordischen Kombination absolvierte Lehnert im Jahr 2015. Bei seinem Debüt in Hinterzarten am 26. September 2015 belegte er im Gundersen-Wettkampf den 37. Rang. Bei den Nordischen Junioren-Skiweltmeisterschaften 2017 im US-amerikanischen Soldier Hollow wurde er am 31. Januar 2017 Fünfter im Gundersen-Wettbewerb von der Normalschanze mit einer sich daran anschließenden Langlaufdistanz über zehn Kilometer. Zwei Tage später, am 2. Februar 2017, wiederholte er diese Platzierung im Teamwettkampf gemeinsam mit Maximilian Pfordte, Martin Hahn und Vinzenz Geiger. Wenige Wochen später gab er am 18. Februar 2017 sein Debüt im Continental Cup der Nordischen Kombination im slowenischen Planica. Am 16. Dezember 2017 folgte in der Ramsau der erstmalige Start im Weltcup mit einem 42. Platz. Am 13. Januar 2018 erzielte er im finnischen Kuusamo mit dem dritten Platz im Massenstart hinter Sindre Ure Søtvik und Martin Fritz seine erste Podiumsplatzierung im Continental Cup. Bei den Nordischen Junioren-Skiweltmeisterschaften 2018 gewann er im Teamwettbewerb zusammen mit Tim Kopp, Constantin Schnurr und Julian Schmid die Silbermedaille. Ein Jahr später konnte er dann im Teamwettbewerb der Nordischen Junioren-Skiweltmeisterschaften 2019 in Lahti gemeinsam mit Simon Hüttel, David Mach und Julian Schmid die Goldmedaille gewinnen. 
Am 2. Februar 2019 erzielte er in Klingenthal mit einem 23. Platz seine ersten Weltcuppunkte. Anfang März gewann Lehnert im russischen Nischni Tagil seinen ersten Continental-Cup-Wettkampf nach der Gundersen-Methode vor den Norwegern Sindre Ure Søtvik und Leif Torbjørn Næsvold.

## Erfolge

### Continental-Cup-Siege im Einzel
| Nr. | Datum        | Ort           | Disziplin             |
| --- | ------------ | ------------- | --------------------- |
| 1.  | 8. März 2019 | Nischni Tagil | Gundersen HS100/10 km |

## Statistik

### Weltcup-Platzierungen
| Saison  | Platz | Punkte |
| ------- | ----- | ------ |
| 2018/19 | 59.   | 008    |

### Grand-Prix-Platzierungen
| Saison | Platz | Punkte |
| ------ | ----- | ------ |
| 2019   | 59.   | 011    |

### Continental-Cup-Platzierungen
| Saison  | Platz | Punkte |
| ------- | ----- | ------ |
| 2016/17 | 83.   | 011    |
| 2017/18 | 33.   | 127    |
| 2018/19 | 13.   | 280    |
| 2019/20 | 61.   | 028    |
| 2020/21 | 72.   | 010    |

### Platzierungen bei Deutschen Meisterschaften
| Jahr und Ort      | Wettbewerb | Wettbewerb |
| Jahr und Ort      | Einzel     | Teamsprint |
| ----------------- | ---------- | ---------- |
| 2017 Klingenthal  | 18.        | 06.        |
| 2018 Hinterzarten | 21.        | DNS        |
| 2020 Oberstdorf   | 19.        | 07.        |